# اصلاح سه‌تیغ
اصلاح سه تیغ فیلمی ۳۰ دقیقه‌ای به کارگردانی نیک پارک با بازی فرانک پاول محصول کشور ایالات متحده آمریکا در ۱۵ دسامبر ۱۹۹۵ (۲۴ آذر ۱۳۷۴) است.

## خلاصه داستان

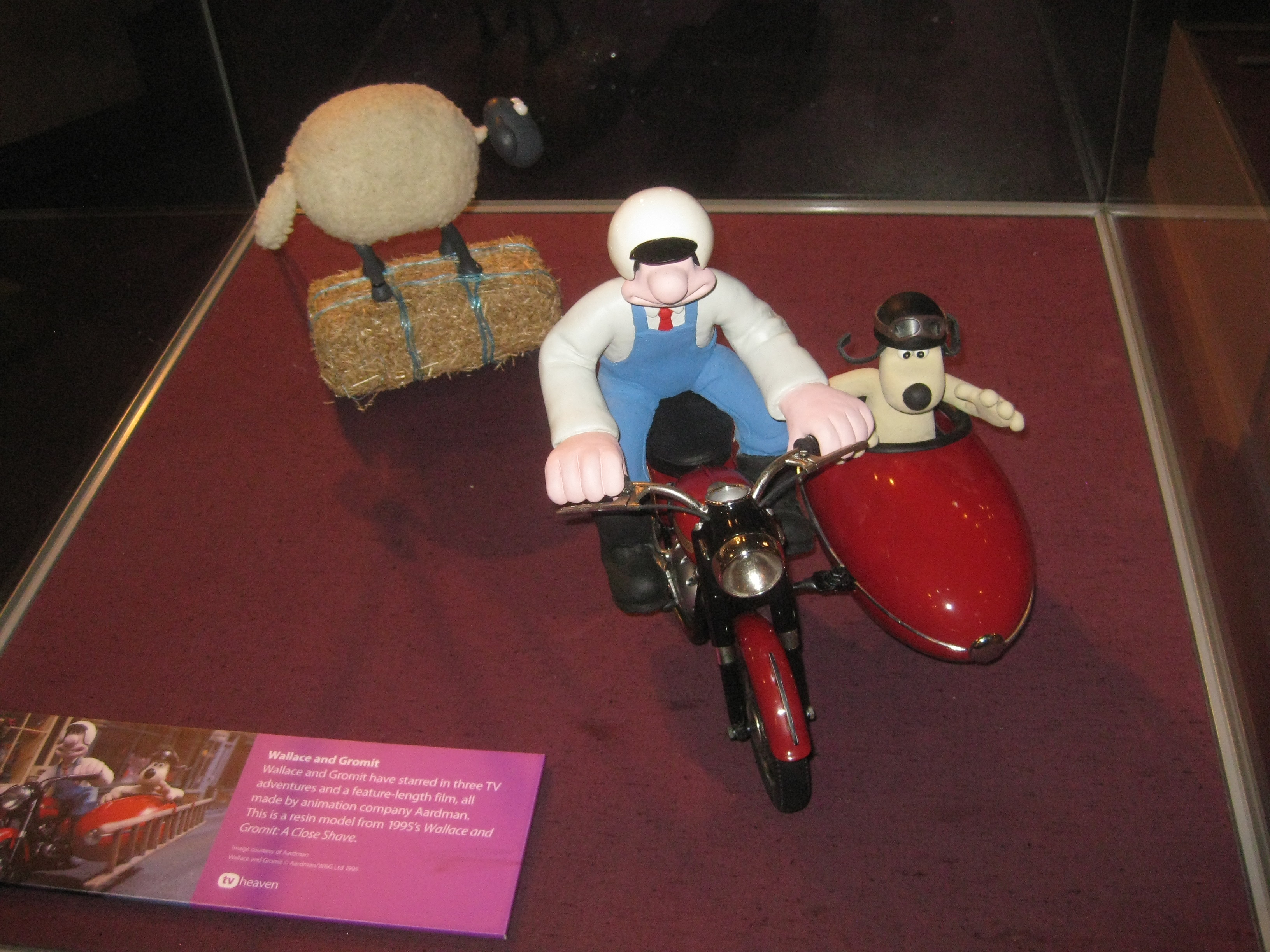
مدل های والاس و گرومیت و شان گوسفند از فیلم A Close Shave که در موزه ملی رسانه، برادفورد به نمایش گذاشته شده است.

مخترع والاس و سگ او گرومیت یک تجارت تمیز کردن پنجره را انجام می‌دهند. والاس برای فروشگاه دار پشمی وندولن رامسبوم افتاد. سگ گناهکار او، پرستون، که برای تهیه مغازه گوسفندها را خراب می‌کند. پس از گوسفند گمشده در خانه سرگردان، والاس او را در گره-ماتیک خود قرار می‌دهد، که گوسفندان را بریده و پشم را به جهش می‌گراند و وی را به عنوان بره ناقلا می‌نامد. پرستون نقشه‌های گره-ماتیک را به سرقت می‌برد.
در حالی که گرومیت از پرستون تحقیق می‌کند، پرستون او را اسیر می‌کند و او را به خاطر زنگ زدگی گوسفندان فراری می‌کند. گرومیت دستگیر و زندانی می‌شود، در حالی که خانه والاس پر از گوسفند است. والاس و گوسفندان گرومیت را نجات می‌دهند و در مزارع مخفی می‌شوند. وندولن و پرستون برای گردآوری گوسفندان وارد کامیون می‌شوند. هنگامی که وندولن خواستار پرستون برای جلوگیری از زنگ زدگی است، او را با گوسفندان در کامیون‌ها قفل می‌کند و دور می‌شود و قصد دارد آنها را به غذای سگ تبدیل کند.
والاس و گرومیت در موتورسیکلت خود تعقیب می‌کنند. وقتی اتاقک موتورسیکلت گرومیت جدا می‌شود، حالت هواپیما خود را فعال می‌کند و تعقیب را از هوا از سر می‌گیرد. والاس در کامیون به دام می‌افتد و او، وندولن و گوسفندان به کارخانه پرستون منتقل می‌شوند، جایی که پرستون یک گره گشاد و بزرگ را ساخته‌است. اسیرها در حوضه شستشو بارگیری می‌شوند، اما بره ناقلا فرار می‌کند. بره ناقلا علائم نئونی را برای آشکار کردن محل کارخانه به گرومیت، که به پرستون حمله می‌کند، فعال می‌کند. بره ناقلا پرستون را به بافتنی گره می‌زند و خز خود را از بین می‌برد. وندولن فاش می‌کند که پرستون در حقیقت یک روبات است که توسط پدر مخترع خود به خاطر خیر ساخته شده‌است، اما شر شد.
هنگامی که گره-او-ماتیک پرستون را در ژاکت ساخته شده از خز خود، لباس پرستون را می‌پوشاند، ناخواسته به کنترل‌ها برخورد می‌کند، و گروه آماده می‌شوند که وارد دستگاه مینی سازی شوند. بره ناقلا پرستون را به داخل دستگاه سوق می‌دهد و او را خرد می‌کند. گرومیت تبرئه می‌شود و والاس پرستون را به عنوان یک سگ کنترل از راه دور بی خطر بازسازی می‌کند. هنگامی که وندولن بازدید می‌کند، والاس او را دعوت به خوردن پنیر می‌کند، اما او اظهار داشت که آلرژی دارد، از این امر خودداری می‌کند. در حالی که والاس تصمیم می‌گیرد به خود کمک کند، شنون را می‌خورد که پنیر را در حال خوردن خود می‌داند.